# Lauda Europe
Lauda Europe Limited ist eine Billigfluggesellschaft mit Sitz in Pietà, Malta und Heimatbasis auf dem Flughafen Malta. Sie ist eine Tochtergesellschaft der irischen Ryanair Holdings PLC und eine Schwestergesellschaft der irischen Fluggesellschaft Ryanair.

## Geschichte
Das Unternehmen wurde am 14. Januar 2019 als Beaufort Limited gegründet und Ende Juli 2020 in Lauda Europe Limited umbenannt.
Am 28. Juli 2020 wurde bekannt, dass die Laudamotion GmbH im November 2020 geschlossen werden soll und das Geschäft aus steuerlichen Gründen an die Lauda Europe Ltd. auf Malta überschrieben wird. Die Angestellten sollen von der neuen Firma übernommen werden. Die Fluggesellschaft will nachfolgend auf Basis eines maltesischen Luftverkehrsbetreiberzeugnisses (Air Operator Certificate, AOC) tätig werden; das bislang genutzte österreichische AOC soll zurückgegeben werden. Am 19. Oktober 2020 führte Laudamotion ihren letzten Linienflug unter diesem Namen durch. Mit 31. Oktober 2020 ging das gesamte Vermögen der Fluggesellschaft auf die Lauda Europe Ltd. in Malta über.

## Flotte
Mit Stand April 2025 besteht die Flotte der Lauda Europe aus 26 Flugzeugen mit einem Durchschnittsalter von 17,6 Jahren:
| Flugzeugtyp     | Anzahl | bestellt | Anmerkung | Sitzplätze | Durchschnittsalter |
| --------------- | ------ | -------- | --------- | ---------- | ------------------ |
| Airbus A320-200 | 26     |          |           | 180        | 17,6 Jahre         |
| Gesamt          | 26     | -        |           |            | 17,6 Jahre         |

## Kritik
Die Gewerkschaft vida hat die Gesellschaft im Jahr 2021 dafür kritisiert, dass Piloten das Grundgehalt gestrichen wurde und diese nur nach geleisteten Flugstunden bezahlt werden. Vida appellierte in diesem Zusammenhang auch an die österreichische Regierung, strengere Maßnahmen gegen Niedriglöhne in der Luftfahrt zu ergreifen.
Lauda Europe wird zunehmend stärker für die Arbeitsbedingungen vor allem im Cockpit kritisiert. Bei der Mitgliederbefragung der European Cockpit Association zur Einstufung der Arbeitsbedingungen bei Piloten erreichte Lauda Europe gerade einmal 29 von 100 möglichen Punkten und belegt damit den 115. Platz von 138 Fluggesellschaften in Europa.